# Sotalka
Sotalka (Ptychoramphus aleuticus) är en rätt liten nordamerikansk fågel i familjen alkor inom ordningen vadarfåglar. Den förekommer utmed västkusten från Aleuterna i Alaska till Baja California i Mexiko. Arten är talrik men minskar i antal, så pass att IUCN listar den som nära hotad.

## Utseende

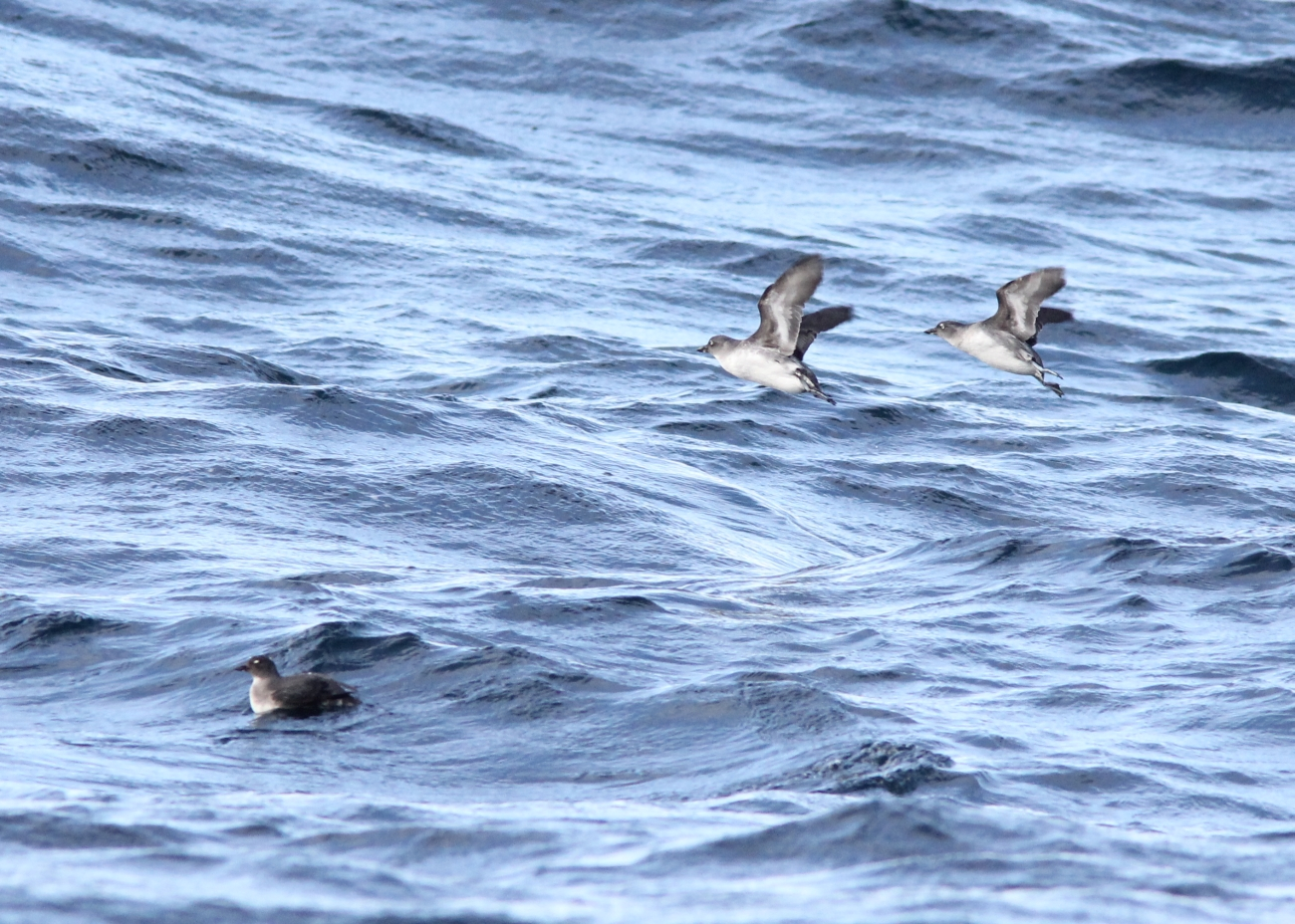
Sotalkans ljusa ögon syns på långt håll.

Sotalkan är en liten (23 cm), knubbig och mörk alka med tydligt ljusa ögon. Huvudet är gråbrunt med blekare brun haka och strupe. Ovansidan är svartaktig till skiffergrå med gråbrunt på bröst och flanker, medan buken är vit. Den korta näbben är svartaktig, gulaktig längst in på undre näbbhalvan. Ögat är vitt och väl synligt på håll, förstärkt av en vit halvmåne ovan ögat. Benen är blåaktigt skära. Till skillnad från många andra alkor har den samma dräkt årent runt. Ungfågeln har vitare strupe, brunare vingar och stjärt samt mörkbrunt öga.

## Läte
Lätena i kör från häckningskolonier har beskrivits som en damm med kväkande grodor eller skriande grisar. Själva lätet har liknats vid en gnisslig järngrind eller en jättelik syrsa. Till havs är den vanligen tystlåten.

## Utbredning och systematik
Sotalkan förekommer på den nordamerikanska västkusten från Aleuterna till Baja California i Mexiko. Den delas in i två underarter med följande utbredning:
- Ptychoramphus aleuticus aleuticus – förekommer i Aleuterna och Alaska till norra Baja California
- Ptychoramphus aleuticus australis – förekommer i södra Baja California (San Benito till Asunción- och San Roque-öarna)

Den har även påträffats i Ryssland och Japan.

### Släktskap
Sotalkan placeras som ensam nu levnade art i släktet Ptychoramphus. Genetiska studier visar att den är systerart till alkorna i släktet Aethia.

## Levnadssätt
Sotalkan hittas kustnära men också ute till havs, oftast födosökande över kontinentalsockeln. Den livnär sig huvudsakligen av små kräftdjur, förstärkt av fisklarver och andra ryggradslösa djur. Häckningssäsongens inledning varierar kraftigt, från november i Baja California till juli i Alaska. Den bildar kolonier bestående av allt från under 500 individer till över miljonen, tätast på kustnära öar. Vintern tillbringar den ute till havs. Nordliga populationer flyttar söderut, medan sydliga tenderar att vara stannfåglar.

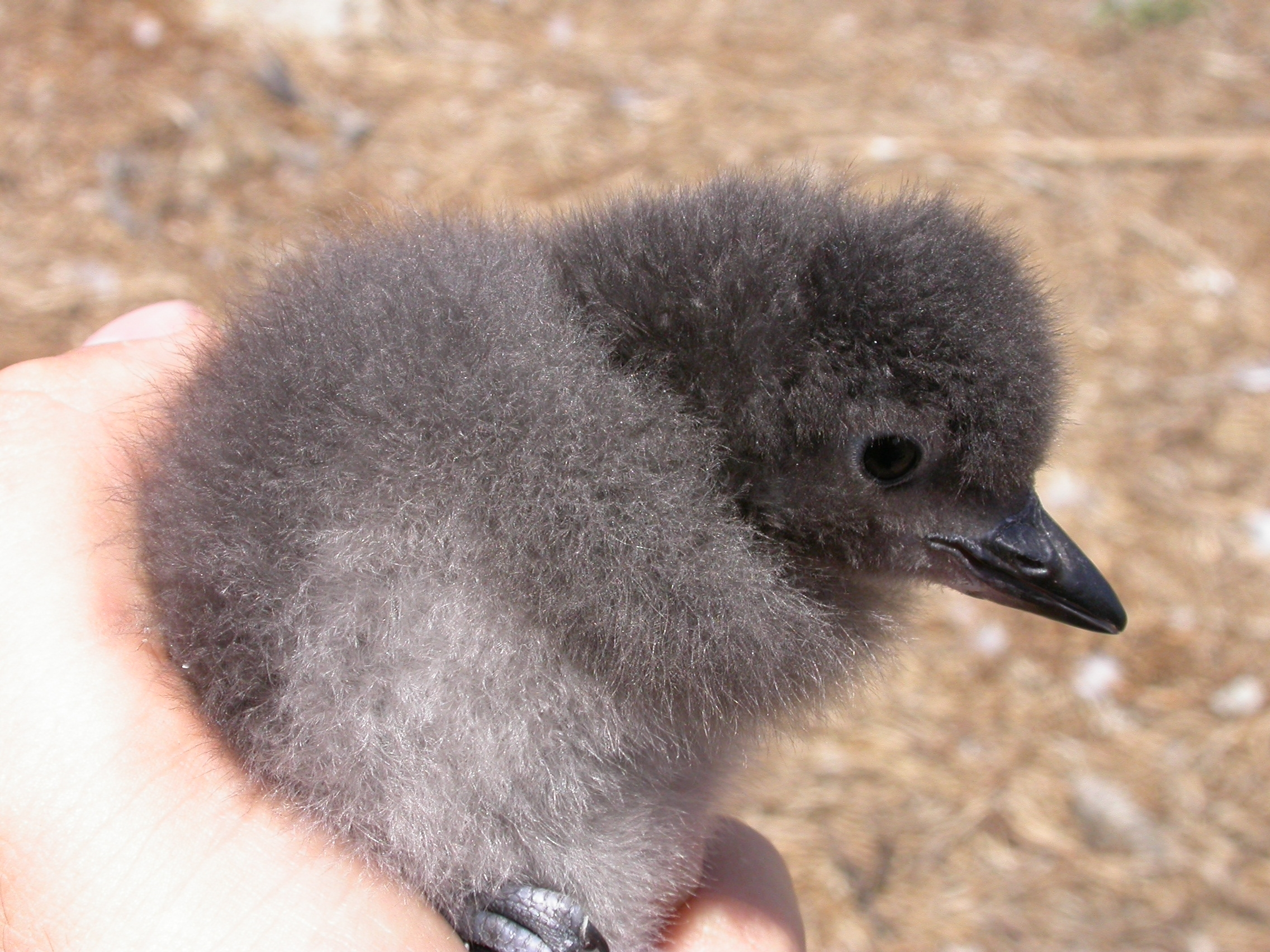
Sotalkeunge.

## Status
Arten har ett stort utbredningsområde och en stor världspopulation på 3,6 miljoner häckande individer. Fram till 2015 ansågs den vara livskraftig, men nya data visar att arten minskat och fortsätter minska kraftigt. Internationella naturvårdsunionen kategoriserar den därför numera som nära hotad.

## Namn
Sotalkans vetenskapliga artnamn aleuticus betyder "från Aleuterna".